# 노브루즈 맴매도프

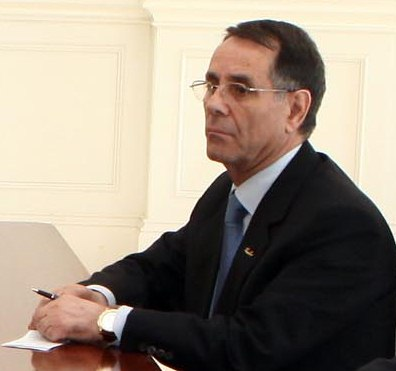

노브루즈 이스마이을 오글루 맴매도프(아제르바이잔어: Novruz İsmayıl oğlu Məmmədov, 러시아어: Новруз Исмаил оглы Мамедов 노브루스 이스마일 오글리 마메도프[*], 1947년 3월 15일~)는 아제르바이잔의 정치인이다. 소속 정당은 신아제르바이잔당이다.
아제르바이잔 언어 대학교(Azərbaycan Dillər Universiteti)를 졸업하였으며, 2018년 4월 21일부터 2019년 10월 8일까지 총리직을 역임하였다.